# James Otis Jr.

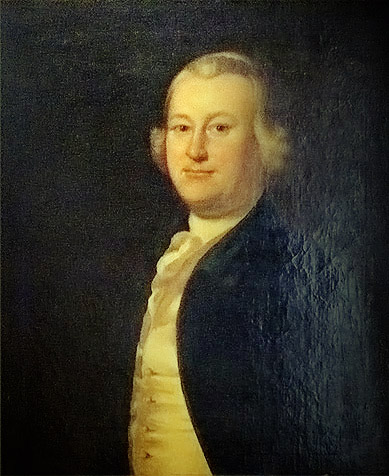
Porträt von Joseph Blackburn (1755)

James Otis junior (* 5. Februar 1725 in West Barnstable (heute zu Barnstable), Massachusetts Bay Colony; † 23. Mai 1783 in Andover, Massachusetts) war ein US-amerikanischer Jurist, Politiker und Unabhängigkeitskämpfer.

## Leben
James Otis war ein Bruder von Samuel Allyne Otis (1740–1814), der für Massachusetts im Kontinentalkongress saß. Er war ein prominenter Verfechter der Rechte der nordamerikanischen Kolonisten. Mit seinen Schriften bereitete er den Weg zur Unabhängigkeit der Kolonien. 1765 spielte er auf dem Stempelsteuerkongress eine wichtige Rolle. Ihm wird der Ausspruch Taxation without representation is tyranny zugeschrieben. Eine zeitgenössische Quelle dafür gibt es jedoch nicht. Erste Zuschreibungen finden sich erstmals 1820, rund 40 Jahre nach seinem Tod.
James Otis wurde am 11. März 1752 zum Freimaurer in Boston in der St. John’s Lodge initiiert. Er war ein bekanntes Mitglied der Sons of Liberty.
Otis starb durch Blitzschlag. In dem von Robert Stevenson inszenierten Walt-Disney-Film Johnny Tremain (1957) nach dem Roman von Esther Forbes wird er von Jeff York verkörpert.

## Schriften
- A vindication of the conduct of the House of Representatives of the province of the Massachusetts-Bay. Edes and Gill, Boston – New-England 1762.
- The Rights of the British colonies Asserted and proved. Edes and Gill, Boston – New-England 1764, (Textarchiv – Internet Archive).
- A vindication of the British colonies. Edes and Gill, Boston – New-England 1765.